# Lignée pure
Une lignée pure est une population qui produit, par croisements ou autofécondation, des descendants toujours semblables entre eux, ainsi qu’aux géniteurs, pour une caractéristique donnée. Tous les individus sont ainsi génétiquement identiques et homozygotes pour ces caractères en raison d'une consanguinité prolongée. Tous les individus d'une lignée pure ont un génotype aussi identique.

## Intérêt
Il en résulte qu'une telle lignée :
- peut être définie morphologiquement et physiologiquement de façon très précise : tous ses individus, étant identiques (proche du clone), ne diffèrent les uns des autres que par des fluctuations négligeables ;
- demeure stable au cours des générations successives. En l'absence d'hybridation naturelle avec une autre variété ou de mutation, ni dégénérescence, ni acclimatement (modification du degré d'adaptation au milieu) ne sont possibles chez une lignée pure. Les individus homozygotes pour un gène se reproduisant exclusivement entre eux donnent une population de descendants identiques à eux-mêmes en ce qui concerne le caractère considéré (sauf apparition par mutation d'un nouveau variant). On parle alors de lignée pure pour ce caractère.

### Botanique et agriculture
En botanique et en agriculture, les lignées pures sont obtenues par autofécondation forcée pendant six à huit générations, par culture sélective des plantes, avec les individus correspondants aux critères choisis, voir lois de Mendel. Ces nouvelles variétés lignées pures mises en culture sont les cultivars, base également de la création d'hybrides F1.

### Animaux
On obtient une lignée pure par accouplement de frère et sœur pendant vingt générations. On obtient alors des lignées génétiquement quasi identiques (98 %). Pour la plupart des fins, cela est suffisant pour être considéré comme une lignée pure (à comparer à des jumeaux identiques ou clones qui sont génétiquement identiques à 100 %).
Les lignées pures, notamment de rat de laboratoire, sont fréquemment utilisées pour les expériences en laboratoires où la reproductibilité des conclusions doit s'appuyer sur des animaux aussi semblables que possible.

## Lignées pures recombinantes
Les lignées pures recombinantes (RIL, pour «Recombinant inbred lines») sont des collections de lignées fortement consanguines. Elles sont obtenues après croisement de deux lignées pures génétiquement différentes en effectuant des croisements des descendants entre eux ou en les croisant en retour avec un des parents (Rétrocroisement). Les RIL sont précieux pour la cartographique génétique des plantes.